# Palaeonympha reducta
Palaeonympha reducta är en fjärilsart som beskrevs av Charles James Watkins 1927. Palaeonympha reducta ingår i släktet Palaeonympha och familjen praktfjärilar. Inga underarter finns listade i Catalogue of Life.